# Estação Hospital Infanta Sofía

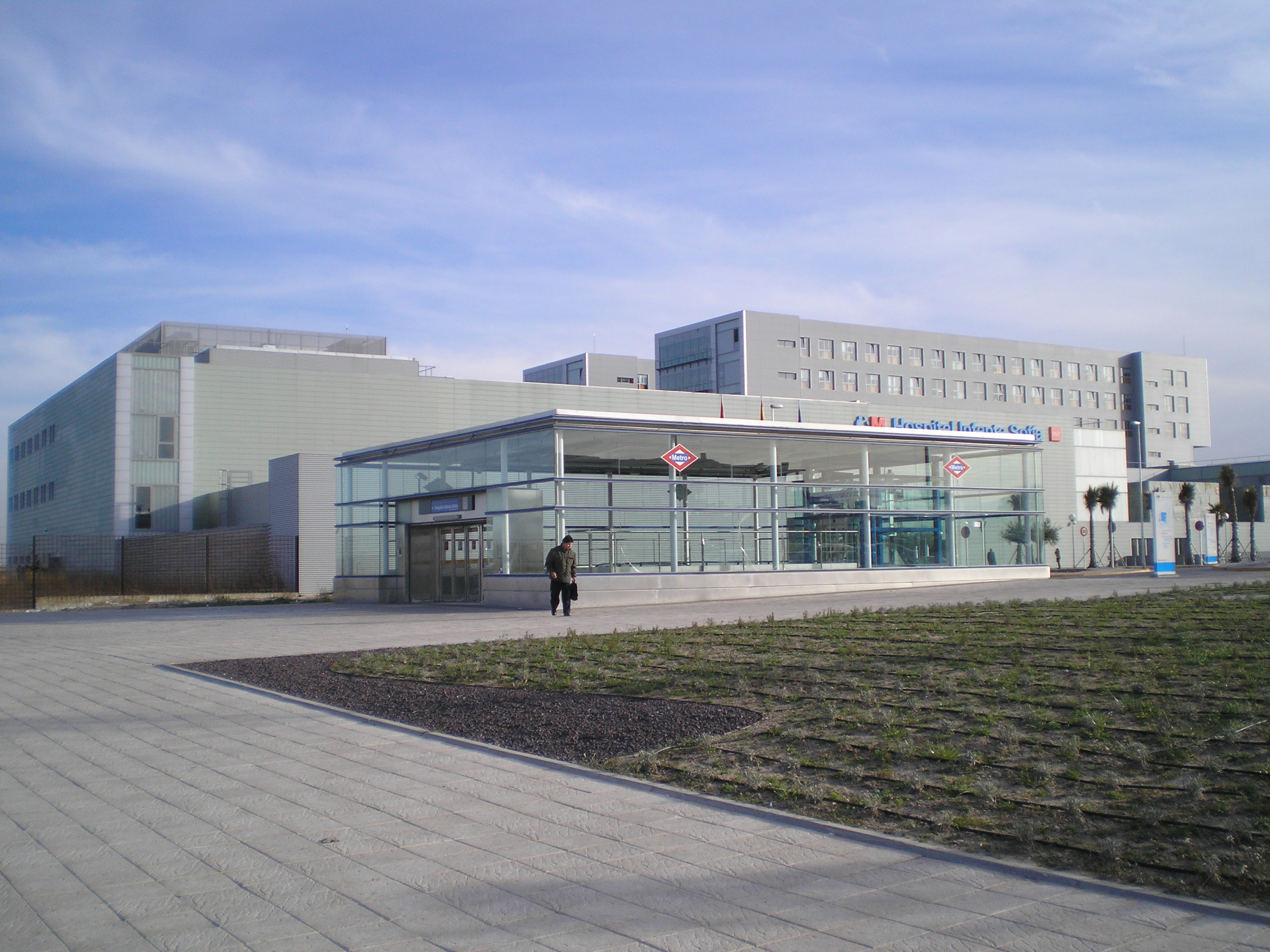
Hospital Infanta Sofía

Hospital Infanta Sofía é uma estação terminal da Linha 10 do Metro de Madrid. A estação era conhecida como Hospital del Norte.
A estação foi inaugurada em 26 de abril de 2007. 